# Partición austriaca
La Partición Austriaca (en polaco: zabór austriacki) comprende los antiguos territorios de la Mancomunidad Polaco-Lituana adquiridos por la Monarquía de los Habsburgo durante las Particiones de Polonia a finales del siglo XVIII. Las tres particiones fueron llevadas a cabo conjuntamente por el Imperio Ruso, el Reino de Prusia y la Austria de los Habsburgo, lo que supuso la eliminación completa de la Corona polaca. Austria adquirió tierras polacas durante la Primera Partición de 1772, y la Tercera Partición de Polonia en 1795. Al final, el sector austriaco abarcaba la segunda parte más grande de la población de la Mancomunidad, después de Rusia;más de 2,65 millones de personas que vivían en 128.900 km² de tierra que constituían la antigua parte central del sur de la República.

## Historia
Los territorios adquiridos por el Imperio austriaco (más tarde Imperio austro-húngaro) durante la Primera Partición incluían el Ducado polaco de Zator y el Ducado de Oświęcim, así como parte de la Pequeña Polonia con los condados de Cracovia, Sandomierz y Galitzia, menos la ciudad de Cracovia. En la Tercera Partición, las tierras anexionadas incluían la Galitzia occidental y la Masovia meridional. Los principales acontecimientos históricos de la Partición Austriaca fueron: la formación del Ducado Napoleónico de Varsovia en 1807, a la que siguió la Guerra Polaco-Austriaca de 1809 con la ayuda de los franceses, y la victoriosa batalla de Raszyn que resultó en la derrota temporal austriaca (1809) marcada por la reconquista de Cracovia y Lwów por el Ducado. Sin embargo, la caída de Napoleón, que condujo a la abolición del Ducado en el Congreso de Viena (1815), permitió a Austria recuperar el control. El Congreso creó la Ciudad Libre de Cracovia, protectorado de Austria, Prusia y Rusia, que duró una década. Fue abolido por Austria, tras el aplastamiento del Levantamiento de Cracovia en 1846. La formación de las Legiones Polacas por parte de Piłsudski, inicialmente para luchar junto al ejército austro-húngaro, ayudó a Polonia a recuperar su soberanía tras la Primera Guerra Mundial.

## Sociedad

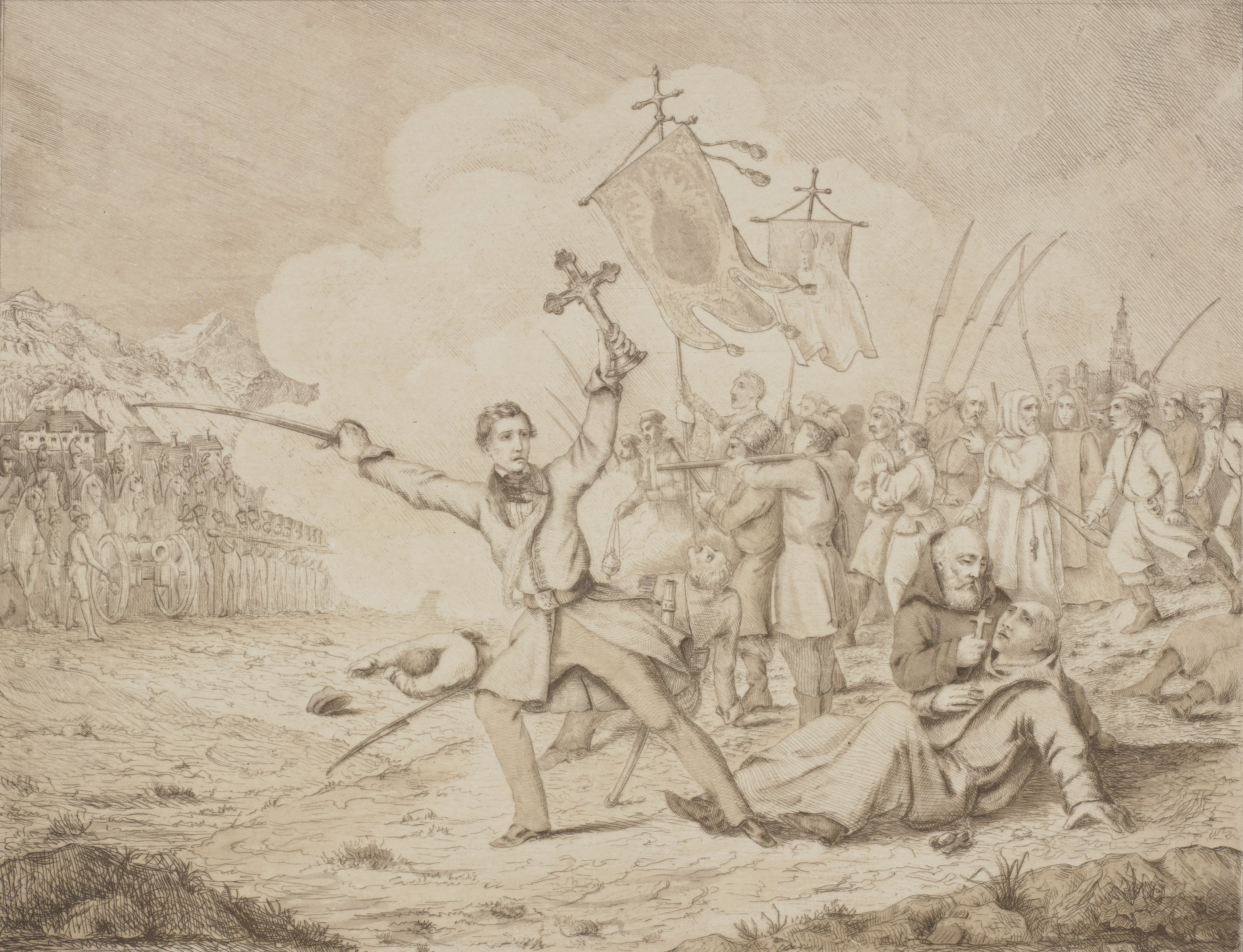
Edward Dembowski durante el levantamiento de Cracovia contra el dominio austríaco, 1846

Durante la mayor parte del siglo XIX, el gobierno austriaco hizo pocas o ninguna concesión a sus electores polacos, ya que su actitud era que un "patriota era un traidor, a menos que fuera un patriota del emperador [austriaco]". Sin embargo, a principios del siglo XX -justo antes del estallido de la Primera Guerra Mundial y del colapso de Austria-Hungría- de las tres particiones, la austriaca era la que tenía más autonomía local. El gobierno local llamado Comisión de Gobernación (en polaco: Komisja Gubernialna) tenía una influencia considerable a nivel local, el idioma polaco se aceptaba como lengua regional oficial en suelo polaco y se utilizaba en las escuelas; las organizaciones polacas tenían cierta libertad de actuación y los partidos polacos podían participar formalmente en la política austrohúngara del imperio.
Austria-Hungría también alentó de facto (las florecientes) organizaciones ucranianas como una táctica de divide y vencerás. Esto llevó a las acusaciones de los polacos de que "Austria-Hungría había inventado a los ucranianos". Los ucranianos mantuvieron escuelas (desde la primaria hasta los niveles superiores) periicoscód en idioma ucranino . Después de 1848, los ucranianos también se trasladaron a la política austriaca con sus propios partidos políticos. Austria-Hungría otorgó a los ucranianos más derechos que a los ucranianos que vivían en el Imperio Ruso. Décadas después de que dejase de existir, sus antiguos ciudadanos ucranianos tenían emociones positivas sobre Austria-Hungría.

## Economía
Por otro lado, económicamente, Galitzia estaba bastante atrasada, y era considerada universalmente como la más pobre de las tres particiones. Había mucha corrupción durante las elecciones, y la región era considerada por el gobierno vienés como la menos prioritaria para la inversión y el desarrollo. Era una región vasta, pero en constante lucha, con una agricultura ineficiente y poca industria. En 1900, el 60% de la población del pueblo (mayor de 12 años) no sabía leer ni escribir. La educación era obligatoria hasta los 12 años, pero a menudo se ignoraba este requisito. Entre los años 1850 y 1914 se calcula que cerca de un millón de personas de Galitzia (en su mayoría polacos) emigraron a Estados Unidos. La pobreza en la Galitzia austriaca ha sobrevivido hasta nuestros días en polaco como expresión de desesperanza (adagio: bieda galicyjska o nędza galicyjska)

## División administrativa
El Imperio Austriaco dividió los antiguos territorios de la Commonwealth que obtuvo en:
- El Reino de Galitzia y Lodomeria - de 1772 a 1918.
- Galitzia Occidental - de 1795 a 1809
- Ciudad libre de Cracovia - de 1815 a 1846

Dos ciudades importantes y principales de la partición austriaca fueron Cracovia (en alemán: Krakau) y Lwów (alemán: Lemberg).
En la primera partición, Austria recibió la mayor parte de la antigua población polaca, y la segunda mayor cuota de tierra (83.000 km² y más de 2,65 millones de personas). Austria no participó en la segunda partición, y en la tercera recibió 47.000 km² con 1,2 millones de personas. En total, Austria obtuvo cerca del 18% del territorio de la antigua Comunidad (130.000 km²) y cerca del 32% de la población (3,85 millones de personas). Desde el punto de vista geográfico, gran parte de la partición austriaca correspondía a la región de Galitzia.

## Otras lecturas
- Norman Davies: Patio de juegos de Dios, p. 102-119: Galitzia: La partición austriaca (1773-1918)

- Datos: Q129794
- Multimedia: Poland partitioned (Austria) / Q129794